# Magnus Falkberget
Magnus Falkberget, född 10 oktober 1900 i Røros, död 4 december 1957 i Rom, Italien, var en norsk skådespelare och grundare och konstnärlig ledare för Falkbergets teater 1929–1957. Han var son till författaren Johan Falkberget.
Magnus Falkberget debuterade som skådespelare 1920 och verkade bland annat vid Drabløs teater. Samma år gjorde han sin första och enda filmroll som grannpojke i Tattar-Anna.
Han grundade Falkbergets teater 1929 och var dess praktiska och konstnärliga ledare fram till dess sista turné 1957. Teatern mottog inget statligt stöd och var känd för sin folkliga repertoar. Teatern hade sin största framgång med Bør Børson med Toralf Sandø i titelrollen. Med sina landsomfattande turnéer var teatern en föregångare till Riksteatret.
Han var gift med skådespelaren Didi Holtermann.

## Filmografi
- 1920 – Tattar-Anna